# Langley Mill
Langley Mill est une ville dans l’est du Derbyshire, au Royaume-Uni. 